# Cuphea tetrapetala
Cuphea tetrapetala är en fackelblomsväxtart som beskrevs av Emil Bernhard Koehne. Cuphea tetrapetala ingår i släktet blossblommor, och familjen fackelblomsväxter. Inga underarter finns listade i Catalogue of Life.